# Olympische Sommerspiele 1912/Reiten – Springreiten Einzel
Der Einzelwettbewerb im Springreiten bei den Olympischen Spielen 1912 wurde am 16. Juli im Olympiastadion Stockholm ausgetragen.

## Format
Der 1.533 Meter lange Parcours bestand aus 19 Hindernissen, von denen 4 doppelt gesprungen wurden. Jeder Sprung hatte maximal 10 Punkte, insgesamt waren also 190 Punkte möglich. Die Hindernisse waren maximale 4 Meter lang und 1,40 Meter hoch. Abzüge gab es für folgende Vergehen:
- 2 Punkte für eine Erstverweigerung
- 4 Punkte für eine Zweitverweigerung
- 6 Punkte für eine Drittverweigerung
- 4 Punkte für ein gestürztes Pferd
- 6 Punkte für einen Sturz des Reiters
- 1 Punkt für das Berühren eines Hindernis, ohne Abwurf
- 4 Punkte für einen Abwurf mit den Vorderbeinen des Pferdes
- 2 Punkte für einen Abwurf mit den Hinterbeinen des Pferdes
- 1 Punkt für die Landung mit den Hinterbeinen am Ende der Markierung bei einem Weitsprunghindernis
- 2 Punkte für die Hinterbeine innerhalb der Endlinie (oder das Berühren der Wasseroberfläche) oder Vorderbeine auf der Linie
- 4 Punkte für die Vorderbeine innerhalb der Endlinie (oder das Berühren des Wassers)
- 2 Punkte pro 5 Sekunden beim Überschreiten des Zeitlimits von 3:50,0 Minuten

## Ergebnisse
Im Stechen um die Goldmedaille musste ein Parcours von nur 6 Hindernissen absolviert werden. Cariou hatte im gesamten Stechen 5 Fehler, von Kröcher 7.
| Rang | Athlet                       | Pferd       | Nation          | Zeit (min) | Abzüge | Abwürfe | Punkte | Stechen |
| ---- | ---------------------------- | ----------- | --------------- | ---------- | ------ | ------- | ------ | ------- |
| 1    | Jacques Cariou               | Mignon      | Frankreich      | 3:46.0     | 0      | 4       | 186    | 55      |
| 2    | Rabod von Kröcher            | Dohna       | Deutsches Reich | 3:37.2     | 0      | 4       | 186    | 53      |
| 3    | Emmanuel de Blommaert        | Clomore     | Belgien         | 3:18.0     | 0      | 5       | 185    | —       |
| 4    | Herbert Scott                | Shamrock    | Großbritannien  | 3:26.4     | 0      | 6       | 184    | —       |
| 5    | Sigismund Freyer             | Ultimus     | Deutsches Reich | 3:24.0     | 0      | 7       | 183    | —       |
| 6    | Nils Adlercreutz             | Ilex        | Schweden        | 3:30.0     | 0      | 9       | 181    | —       |
| 6    | Ernst Casparsson             | Kiriki      | Schweden        | 3:29.4     | 0      | 9       | 181    | —       |
| 6    | Wilhelm von Hohenau          | Pretty Girl | Deutsches Reich | 3:19.0     | 0      | 9       | 181    | —       |
| 9    | Ernst Deloch                 | Hubertus    | Deutsches Reich | 3:39.0     | 0      | 10      | 180    | —       |
| 9    | Gustaf Lewenhaupt            | Medusa      | Schweden        | 3:35.0     | 0      | 10      | 180    | —       |
| 9    | Charles Lewenhaupt           | Arno        | Schweden        | 3:33.0     | 0      | 10      | 180    | —       |
| 9    | Großfürst Dmitri Pawlowitsch | Unité       | Russland        | 3:23.6     | 0      | 10      | 180    | —       |
| 13   | Pierre Dufour d’Astafort     | Amazone     | Frankreich      | 3:38.6     | 0      | 11      | 179    | —       |
| 13   | Carl-Axel Torén              | Falken      | Schweden        | 3:41.2     | 0      | 11      | 179    | —       |
| 15   | Karol von Rummel             | Siablik     | Russland        | 3:49.0     | 0      | 12      | 178    | —       |
| 16   | Enrique Deichler             | Chile       | Chile           | 3:40.0     | 0      | 14      | 176    | —       |
| 16   | Alexander Rodsjanko          | Eros        | Russland        | 3:21.0     | 0      | 14      | 176    | —       |
| 18   | Friedrich von Grote          | Polyphem    | Deutsches Reich | 3:25.0     | 0      | 16      | 174    | —       |
| 18   | Friedrich Karl von Preußen   | Gibson Boy  | Deutsches Reich | 3:25.0     | 0      | 16      | 174    | —       |
| 18   | Sergei Sagorski              | Bandoura    | Russland        | 3:18.0     | 0      | 16      | 174    | —       |
| 21   | Michail Pleschkow            | Yvette      | Russland        | 3:46.8     | 0      | 17      | 173    | —       |
| 22   | Åke Hök                      | Mona        | Schweden        | 3:38.8     | 0      | 20      | 170    | —       |
| 22   | Alexei Selichow              | Tugela      | Russland        | 3:38.8     | 0      | 20      | 170    | —       |
| 24   | Karl Kildal                  | Garcia      | Norwegen        | 3:34.2     | 0      | 22      | 168    | —       |
| 25   | Elías Yáñez                  | Patria      | Chile           | 3:35.0     | 0      | 24      | 166    | —       |
| 26   | Jørgen Jensen                | Jossy       | Norwegen        | 3:38.6     | 0      | 25      | 165    | —       |
| 27   | Paul Kenna                   | Harmony     | Großbritannien  | 4:12.0     | 10     | 18      | 162    | —       |
| 28   | Jens Falkenberg              | Florida     | Norwegen        | 4:31.6     | 0      | 29      | 161    | —       |
| 29   | Edward Nash                  | The Flea    | Großbritannien  | 4:30.2     | 18     | 19      | 153    | —       |
| 30   | Guy Reyntiens                | Beau Soleil | Belgien         | 4:23.0     | 14     | 29      | 147    | —       |
|      | Ernest Meyer                 | Ursule      | Frankreich      | DNF        | DNF    | DNF     | DNF    | —       |